# Конституция Венесуэлы
Конституция Венесуэлы 1999 года — основной закон Боливарианской Республики Венесуэла.

## История
Действующая конституция Венесуэлы — двадцать шестая по счету с 1811 года. Она пришла на смену конституции 1961 года, которая действовала дольше всех.
Конституция принята на референдуме 71,78 % голосов 15 декабря 1999 года, вступила в силу 20 декабря.
В 2007 и 2009 году на референдум по инициативе президента Чавеса и парламента выносились поправки к конституции. Масштабные поправки 2007 года, предусматривавшие изменение 69 статей, были отклонены с небольшим перевесом (один пакет поправок — 50,7, второй — 51,05 % голосов). Поправки 2009 года затрагивали 5 статей и сводились к отмене ограничений сроков переизбрания ряда должностных лиц (в том числе президента, ограничения на переизбрание которого предлагалось отменить и в поправках 2007 года). Они были приняты с более весомым перевесом — 54,85 %.

## Структура
- Раздел I Основные принципы
- Раздел II Территория и политическое деление
- Раздел III Обязанности, права человека и их гарантии
- Раздел IV Государственная власть
- Раздел V Организация органов государственной власти
- Раздел VI Социально-экономическая система
- Раздел VII Национальная безопасность
- Раздел VIII Защита конституции
- Раздел IX Пересмотр конституции
- Положение об отмене конституции 1961 года
- Переходные положения
- Заключительные положения

## Новации
Конституция в варианте 1999 года разрешила однократное переизбрание президента и ввела новое название государства — Боливарианская Республика Венесуэла, уделила значительное внимание правам коренного населения и социальным правам, установила однопалатный парламент вместо двухпалатного, ввела должность омбудсмена.
Конституция предусматривает разделение пяти ветвей власти: наряду с законодательной, исполнительной и судебной выделены электоральная и «гражданская».